# فهرست میراث جهانی در قزاقستان
میراث جهانی در قزاقستان شامل ۳ اثر فرهنگی و ۲ اثر طبیعی می‌باشد. سایت‌های میراث جهانی سازمان آموزشی، علمی و فرهنگی سازمان ملل متحد، یونسکو مکان‌هایی هستند که دارای اهمیت فرهنگی یا طبیعی هستند، همان‌طور که در پیمان‌نامه میراث جهانی، که در سال ۱۹۷۲ تأسیس شده، شرح داده شده‌است. قزاقستان این پیمان‌نامه را در تاریخ ۲۹ آوریل ۱۹۹۴ پذیرفت و از آن هنگام، مکان‌های طبیعی و فرهنگی قزاقستان دارای شرایط برای گنجانده شدن در فهرست میراث جهانی هستند.
تا سال ۲۰۲۱، پنج سایت میراث جهانی در قزاقستان وجود دارد که شامل ۳ مکان فرهنگی و ۲ مکان طبیعی هستند. نخستین سایتی توسط یونسکو در قزاقستان فهرست شد، مزار خواجه احمد یسوی بود که در بیست و هفتمین کمیته میراث جهانی که در پاریس برگزار شد فهرست شد. در نشست کمیته میراث جهانی در دوحه، قطر در سال ۲۰۱۴، بخشی از جاده ابریشم که به عنوان جاده‌های ابریشم: شبکه راه چانگ‌آن-تین شان شناخته می‌شود، توسط دولت‌های عضو قزاقستان، قرقیزستان و چین به عنوان یک سایت فراملی فهرست شد.
از فوریه ۲۰۱۱ تا فوریه ۲۰۱۵، دولت ژاپن از طریق سازمان یونسکو، پروژه‌ای برای پشتیبانی از استانداردهای مستندسازی و رویه‌های نامزدی سریالی و فراملی میراث جهانی جاده‌های ابریشم در کشورهای آسیای مرکزی، مانند قزاقستان، تاجیکستان، قرقیزستان، ازبکستان و ترکمنستان راه‌اندازی کرد تا آن‌ها بتوانند به طور مستقل مستندسازی این میراث فرهنگی را از طریق ظرفیت‌سازی، انتقال فنی و چارچوب‌سازی اساسی در زمینه میراث فرهنگی انجام دهد و زمینه‌ای را برای روند جاری برای نامزدی سریالی و فراملی میراث جهانی جاده‌های ابریشم فراهم کنند. فاز دوم این پروژه، رسماً در چهارمین نشست کمیته هماهنگی نامزدی سایت جاده ابریشم از ۲۴ تا ۲۵ نوامبر ۲۰۱۵ در آلماتی، قزاقستان برگزار شد، فاز دوم پروژه راه‌اندازی شد.

## میراث جهانی
یونسکو سایت‌ها را با ده معیار فهرست می‌کند. هر ورودی باید حداقل یکی از معیارها را داشته باشد.
| # | نگاره                                   | نام                                     | موقعیت (استان)                          | سال ثبت | ش ثبتمعیارها        | شرح | منبع   |
| ۱ | A large brick mausoleum with blue domes | مزار خواجه احمد یسوی                    | ترکستان                                 | ۲۰۰۳    | ۱۱۰۳ i, iii, iv     | این آرامگاه به پاس صوفی سده دوازدهم، خواجه احمد یسوی در طول سال‌های ۱۳۸۹ تا ۱۴۰۵ و هنگام فرمانروایی تیمور ساخته شده‌است. در سال ۱۴۰۵ با مرگ تیمور، روند ساخت آرامگاه ناتمام ماند اما با این حال، همچنان یکی از حفظ‌شده‌ترین و بهترین آثار امپراتوری تیموری است. گزارش شده‌است که خود تیمور در ساخت آن شرکت داشته و صنعتگران ماهر ایرانی برای کار در این پروژه استخدام شده بودند. این آرامگاه همچنین بعدها به عنوان یک الگو، به‌ویژه برای ساختمان‌های پایتخت سمرقند به کار رفت. این ساختمان در جنوب قزاقستان و بخش شمالی شهر ترکستان قرار دارد.                                                    | [ ۸ ]  |
| ۲ | Petroglyphs depicting animals           | تمغالی                                  | استان آلماتی                            | ۲۰۰۴    | ۱۱۴۵ iii            | حدود ۵۰۰۰ سنگ‌نگاره‌هایی که در تنگه تمغالی در رشته چول-لی واقع شده‌اند، نگاره‌هایی از انسان، جانوران و چهره‌های مذهبی را نشان می‌دهد. این سنگ‌نگاره‌ها پیشینه‌شان از نیمه دوم هزاره دوم پیش از میلاد تا آغاز سده بیستم میلادی می‌رسد و زندگی دامداری مردمانی که در این منطقه زندگی می‌کردند را به خوبی نشان می‌دهد. شماری از آرامگاه‌ها، کورگان‌ها و محوطه‌هایی که پیشینه آن‌ها به عصر برنز و عصر آهن می‌رسد در منطقه کشف شده‌اند. | [ ۹ ]  |
| ۳ | Marshes and a lake                      | ساری‌آرقا                                | استان آلماتی                            | ۲۰۰۸    | ۱۱۰۲ ix, x          | ساری‌آرقا شامل دو منطقه می‌شود: ذخیره‌گاه طبیعی ناورزوم و کورگالژین (در نگاره). این مناطق شامل ناحیه‌های گسترده و دست‌نخورده‌ای از استپ، دریاچه و تالاب است. این زیستگاه‌ها ایستگاه‌های مهمی برای گونه‌های پرندگان مهاجر و شماری از گونه‌های در خطر انقراض هستند، مانند درنای سیبری، پلیکان خاکستری، عقاب دریایی پالاس و کل سکایی. | [ ۱۰ ] |
| ۴ | Map of Eurasia with silk roads marked   | جاده‌های ابریشم: شبکه راه چانگ‌آن-تین شان | چندین مکان در چین، قرقیزستان و قزاقستان | ۲۰۱۴    | ۱۴۴۲ ii, iii, v, vi | جاده ابریشم شبکهٔ راه‌های به‌هم‌پیوسته‌ای با هدف بازرگانی در آسیا بود که خاور و باختر و جنوب آسیا را به هم و به شمال آفریقا و خاور اروپا پیوند می‌داد؛ مسیری که تا سدهٔ پانزدهم میلادی به‌مدت ۱٬۷۰۰ سال، بزرگ‌ترین شبکهٔ بازرگانی دنیا بود. افزون بر کمک به گسترش کالاهای تجاری، جاده ابریشم به گسترش فناوری، ایدئولوژی‌ها و دین‌هایی مانند آیین بودایی، کلیسای مشرق، آیین مانوی، مزدیسنا و اسلام کمک کرد. چندین شهر و سازه کمکی در طول راه ساخته شدند. این میراث جهانی راه‌های چانگ‌آن/لوئویانگ، پایتخت‌های دودمان‌های هان و تانگ تا منطقه هفت‌آب در آسیای مرکزی است، که بین چین و قرقیزستان تقسیم شده‌است. | [ ۱۱ ] |
| ۵ | Mountain scenery with a canyon          | تین شان                                 | چندین مکان در قرقیزستان و ازبکستان      | ۲۰۱۶    | ۱۴۹۰ x              | این میراث، که بین قزاقستان، قرقیزستان و ازبکستان تقسیم شده‌است، بخش‌های باختری رشته‌کوه تین شان است. این رشته‌کوه از دید تنوع زیستی غنی است و شماری از محصولات زراعی میوه از این منطقه سرچشمه می‌گیرند. اوج قله کوه‌ها به ۴٬۵۰۰ متر می‌رسد. تنگه آکسو در نگاره نشان داده شده‌است. | [ ۱۲ ] |

## فهرست آزمایشی
علاوه بر سایت‌های موجود در فهرست میراث جهانی، کشورهای عضو می‌توانند فهرستی از سایت‌های آزمایشی را که ممکن است برای نامزدی در نظر بگیرند، در این فهرست قرار دهند. نامزدها در فهرست میراث جهانی تنها در صورتی پذیرفته می‌شوند که سایت قبلاً در فهرست آزمایشی قرار داشته باشد. تا سال ۲۰۲۱، قزاقستان ۱۴ اثر برروی فهرست آزمایشی خود دارد.
| #  | نگاره                                  | نام                                                 | موقعیت (استان)               | سال ثبت | ش ثبتمعیارها            | شرح | منبع   |
| ۱  |                                        | پرستشگاه‌های ترکی مرکه                               | استان ژمبیل                  | ۱۹۹۸    | ۱۱۳۱ ترکیبی             | این مجموعه پرستشگاه دینی، بخش‌های متفاوتی از تاریخ مردم ترک را نشان می‌دهد، که نخستین آن خاقانات گوک‌ترک است. این مکان در یک ارتفاع ۳٬۰۰۰ متر (۹٬۸۰۰ فوت) قرار دارد و به دلیل مکان دور آن به خوبی نگه داشته شده‌است. بیش از ۱۷۰ بنا با سنگ یادبود پراکنده در فلات کوهستان کشف شده‌اند. | [ ۱۴ ] |
| ۲  |                                        | آرامگاه بیغازی دندیبای                              | مرکز قزاقستان                | ۱۹۹۸    | ۱۱۳۲ ii, iii, iv        | این آرامگاه که در دره‌های کوهستانی مرکز قزاقستان واقع شده، توسط فرهنگ بیغازی دندیبای میان سده‌های ۱۲ و ۸ پیش از میلاد ساخته شد. هجده آرامگاه در کنار مکان‌های خاکسپاری عادی و باقی مانده‌های سکونتگاه‌ها تاکنون کشف شده‌اند. ویژگی مشترک آرامگاه، اتاقی مرکزی است که با دو یا سه دیوار محیطی از سنگ‌های روی هم یا تخته‌های سنگی عمودی بزرگ احاطه شده‌است.                                                                                    | [ ۱۵ ] |
| ۳  |                                        | تاسمولا                                             | مرکز قزاقستان                | ۱۹۹۸    | ۱۱۳۳ترکیبی              | گورپشته‌ها در طول دوران ساکا میان سده‌های ۷ تا ۳ پیشی از میلاد توسط فرهنگ تاسمولا ساخته شدند. این سایت‌ها با مجموعه‌های سنگی که تا چهار گورپشته سنگی، سنگ‌افراشت‌ها و دو محدوده منحنی که هر کدام می‌توانند تا ۲۰۰ متر (۶۶۰ فوت) فوت) کشیده شوند، مشخص می‌شوند. طرح این مجموعه‌ها با موقعیت خورشید در زمان انقلاب و اعتدال خورشیدی هماهنگ بوده‌است.                                                                                            | [ ۱۶ ] |
| ۴  |                                        | سنگ‌نگاره‌های اشکیولمس                                | استان آلماتی                 | ۱۹۹۸    | ۱۱۳۴ترکیبی              | سنگ‌نگاره‌های رشته‌کوه اشکیولمس، قدمتشان از ابتدای عصر آهن تا قرون وسطی می‌رسد. این سنگ‌نگاره‌ها جوامع کوچ‌نشین و زندگی‌شان را نشان می‌دهد و با جزئیات، با نشان داده لباس‌ها، اسلحه و ابزار ساخته شده‌اند. | [ ۱۷ ] |
| ۵  |                                        | سنگ‌نگاره‌های آرپا-اوزن                               | کوهستان قره‌داغ               | ۱۹۹۸    | ۱۱۳۵ ii, iii, iv        | سنگ‌نگاره‌های رشته‌کوه قره‌داغ قدمتشان از دوران پایانی عصر برنز به ابتدای عصر آهن می‌رسد. این سنگ‌نگاره‌های زاویه‌های گوناگون زندگی کوچ‌نشین‌های استپ را نشان می‌دهند و در سنگ‌نگاره‌ها اسب و شتر کشیده شدند. برخی از سنگ‌نگاره‌ها سپس‌تر توسط مردمان ساکا طراحی شد. | [ ۱۸ ] |
| ۶  |                                        | سایت‌های پارینه سنگی و ژئومورفولوژی رشته کوه کاراتاو | کوهستان قره‌داغ               | ۱۹۹۸    | ۱۱۳۶ترکیبی              | بیش از ۳۰۰ سایت پارینه‌سنگی تاکنون در رشته‌کوه قره‌داغ کشف شده‌است و تنها بخشی از آن‌ها کاوش شده‌اند. ابزارهای سنگ آتشزنه از دوران پارینه‌سنگی زیرین، با قدمت ۱ میلیون تا ۵۰۰٬۰۰۰ ساله کشف شده‌اند. ابزارهای سنگی موستری نیز کشف شده‌اند. پس از دورانی از خالی از سکنه شده، فرهنگ‌های دوران نوسنگی در نزدیکی سال ۴۵۰۰ پیش از میلاد پدیدار شدند.                                                                                               | [ ۱۹ ] |
| ۷  | People looking at ruins in a desert    | فاراب                                               | استان ترکستان                | ۱۹۹۸    | ۱۱۳۶ iii, iv            | در طول هزاره یکم پیش از میلاد، در دره فاراب شهرهایی رشد کردند که بزرگ‌ترین آن‌ها فاراب بود. در هزاره یکم پیش از میلاد، این شهر بخشی از امپراتوری کنگ بود و در سده هشتم میلادی، این شهر پایتخت مردم قنکلی بود. فیلسوف اسلامی متقدم، فارابی در سال ۸۷۰ میلادی در اینجا زاده شد و در سال ۱۴۰۵ تیمور در این شهر درگذشت. در سده پانزدهم شهرهای دره فاراب رو به افول گشتند. کاوش‌های باستان‌شناسی طرح‌های شهری و کانال‌های آبیاری را کشف کردند. | [ ۲۰ ] |
| ۸  | A brick mausoleum with a blue roof     | پیشینه فرهنگی اولیتاو                               | شهرستان اولیتاو              | ۱۹۹۸    | ۱۱۳۸ ترکیبی             | در حدود ۴۵۰۰ پیش از میلاد، ناحیه اولیتاو توسط فرهنگ‌های دوران نوسنگی سکنی گزیده شد. در قرون وسطی، این منطقه یک راه مهاجرتی مهم برای قبایل ترک بود. سه آرامگاه خان‌های اردوی زرین در این ناحیه قرار دارند (آرامگاه جوجی خان در نگاره). این ناحیه نیز مکان مرموز خاکسپاری چنگیز خان است. از دید طبیعی، این ناحیه برای پرندگان مهاجری مانند لک‌لک سیاه و فلامینگو مهم است.                                                                | [ ۲۱ ] |
| ۹  | A mountain lake                        | پارک ملی ایل-آلاتائو                                | استان آلماتی                 | ۲۰۰۲    | ۱۶۸۱ x                  | پارک ملی در رشته‌کوه تین شان شمالی، شامل جنگل‌ها، چمنزارهای آلپی، بیش از ۳۰۰ یخچال طبیعی و دریاچه‌های کوهی (دریاچه بزرگ آلماتی در تصویر). می‌شود. این پارک ملی خانه گونه‌های متعددی مانند پلنگ برفی، خرس قهوه‌ای، سمور سنگی، بز کوهی سیبری، هما، عقاب طلایی و گونه‌های سرشماری از پروانه است. | [ ۲۲ ] |
| ۱۰ | Hilly desert landscape with some trees | پارک ملی آلتین-ایمل                                 | استان آلماتی                 | ۲۰۰۲    | ۱۶۸۲ vii, viii, ix      | ناحیه‌ای که در آلتای زونگاری قرار دارد، بیشتر زمین خشک و سنگی دارد. این منطقه خانه گونه‌هایی مانند غرم، گور مغولی و آهوی ایرانی است. آب و هوای آن قاره‌ای خشن با زمستان‌های سرد و تابستان‌های گرم است. | [ ۲۳ ] |
| ۱۱ | Mountain meadows                       | ذخیره‌گاه طبیعی آکسو-ژاباگلی                         | استان ترکستان                | ۲۰۰۲    | ۱۶۸۳ vii, ix            | این ذخیره‌گاه طبیعی در رشته‌کوه تین شان قرار دارد. برف‌مرز کوه دارای ارتفاع ۳٬۳۰۰ متر (۱۰٬۸۰۰ فوت) است و چندین یخچال طبیعی نیز وجود دارند. آب و هوای آن قاره‌ای خشن است و بارندگی بیشتر در زمستان و بهار رخ می‌دهد. این منطقه زیستگاه گونه‌های گیاهی متعددی است. | [ ۲۴ ] |
| ۱۲ | Map of Eurasia with silk roads marked  | جاده ابریشم                                         | جندین مکان                   | ۲۰۱۲    | ۵۷۵۴ ii, iii, iv, v, vi | این نامزدی شامل چهار بخش از جاده ابریشم در قزاقستان می‌شود: هفت‌آب، سیردریا، سریارکا و شبه‌جزیره سیاه‌کوه. این جاده‌ها جوامعی که در آسیا زندگی می‌کردند را به یکدیگر وصل می‌کردند، از شبه‌قاره و آسیای میانه تا آسیای غربی و خاور نزدیک. افزون بر کمک به گسترش کالاها، این جاده به گسترش فناوری، ایدئولوژی‌ها و دین‌های متفاوتی کمک کرد. چندین شهر و سازه کمکی در طول راه ساخته شدند.                                                         | [ ۲۵ ] |
| ۱۳ |                                        | سایت سنگ‌نگاره‌های ساویسکاندیک                        | کوهستان قره‌داغ               | ۲۰۱۶    | ۶۱۵۶ ii, iii, iv        | سنگ‌نگاره‌های ساویسکاندیک، در رشته‌کوه قره‌داغ، به دوره‌های گوناگون تاریخی بر می‌گردند، از هزاره دوم پیش از میلاد گرفته تا سده بیستم میلادی. آنها تحول تاریخی هنجارهای زندگانی جوامع کوچ‌نشین را نشان می‌دهند. این چشم‌انداز فرهنگی همچنین سایت‌های خاکسپاری و مراسمی و خانه‌های سنتی قزاقی از سده‌های ۱۹ و ۲۰ میلادی را در خود دارد. | [ ۲۶ ] |
| ۱۴ | Desert scene with some rocks           | بیابان‌های سرد زمستانی توران                         | استان قزل‌اوردا، استان آلماتی | ۲۰۲۱    | ۶۴۹۴ ix, x              | این نامزدی در کنار ازبکستان و ترکمنستان، ثبت شده و فراملی است. این نامزدی زیست‌بوم‌های بیابان‌های آسیای مرکزی با آب‌وهوای قاره‌ای را نشان می‌دهد. این بیابان‌ها خانه گونه‌های متعددی از گیاهان و همچنین کل سکایی و آهوی ایرانی است. دو بیابان در قزاقستان شامل ذخیره‌گاه طبیعی بارسا-کلمس و پارک ملی آلتین-ایمل (در نگاره) نامزد شده‌اند. | [ ۲۷ ] |